# Судаков, Павел Фёдорович
Павел Фёдорович Судако́в (1914—2010) — советский живописец, представитель соцреализма. Народный художник РСФСР (1982). Лауреат Сталинской премии третьей степени (1952).

## Биография
Павел Фёдорович Судаков родился 20 августа (7 августа — по старому стилю) 1914 года в Москве в рабочей семье. Окончил семь классов школы и школу фабрично-заводского ученичества. В 1933—1934 годах учился в художественной студии Московского союза художников (МОСХ) у А. М. Каневского и В. А. Фаворского. Состоял членом отдела изобразительных искусств рабочей молодёжи (ИЗОРАМ). В 1935—1941 годах учился в МГАХИ имени В. И. Сурикова у Г. Г. Ряжского.
С пятого курса он ушёл на фронт, записавшись в народное ополчение. В конце 1943 года Павла Фёдоровича отозвали в Москву и назначили руководителем художественной студии пограничных войск, которая просуществовала до 1947 года.
После демобилизации в том же 1947 году П. Ф. Судаков был принят в члены Союза художников СССР. Участник художественных выставок с 1947 года. Павел Фёдорович много ездил по стране, писал картины на историческую тематику, портреты, пейзажи и натюрморты. Много лет он был членом правления МОСХа, председателем бюро секции живописи, членом художественного Совета студии военных художников им. М. Б. Грекова.
В 1982 году Павлу Фёдоровичу Судакову было присвоено звание «Народный художник РСФСР». В 1984 году он был награждён медалью АХ СССР и стал лауреатом Государственной премии РСФСР им. И. Е. Репина.
Его картины хранятся во многих музеях России и за рубежом.
Умер в 2010 году.

## Творчество

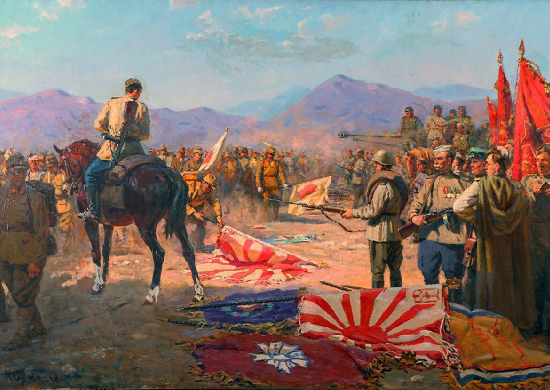
Капитуляция Квантунской армии.

- «Капитуляция Квантунской Армии» (1948)
- «В. И. Ленин у больного Я. М. Свердлова» (1949)
- «Выступление А. М. Горького в парке культуры в Москве» (1950)
- «Разговор о земле» (1959)
- «В. И. Ленин за шахматами» (1965)
- «Штаб революции» (1970)
- «Русская пряха» (1981)
- «Встреча бригады победителей на шахте»

портреты
- Участники штурма рейхстага (1975, групповой)
- М. В. Ломоносов (1953)
- А. Я. Марков (1975)
- Б. Н. Полевой
- М. А. Шолохов
- П. Неруда
- М. Н. Алексеев
- К. И. Скрябин
- О. Ю. Шмидт
- Н. Хикмет
- Ж. Амаду
- Э. Хемингуэй
- Р. Капур
- В. П. Катаев
- Л. М. Леонов
- А. С. Иванов
- П. Л. Проскурин
- В. И. Баныкин
- В. Д. Фёдоров
- Е. Н. Павловский
- А. И. Опарин
- П. А. Ротмистров
- Н. М. Скоморохов
- В. М. Шатилов

## Награды и премии
- Орден Отечественной войны 2-й степени (06.11.1985)
- народный художник РСФСР (1982)
- Сталинская премия третьей степени (1952) — за портреты советских учёных и картину «Заседание Президиума Академии наук СССР» (с соавторами)
- Государственная премия РСФСР имени И. Е. Репина (1984) — за работы последних лет: портреты писателей П. Л. Проскурина, В. И. Баныкина и другие картины
- Серебряная медаль АХ СССР (1984)